# Anderthalbhänder
Anderthalbhänder (auch Bastardschwert) ist eine Bezeichnung für mehrere Typen des spätmittelalterlichen und renaissancezeitlichen Schwertes. Es stellt im Allgemeinen eine Übergangsstufe zwischen dem europäischen Kampfschwert und dem Langschwert dar, wobei der Begriff „Anderthalbhänder“ sich explizit auf die Länge des Griffes bezieht. Jene Bezeichnung ist aber im Großen und Ganzen modern, die zeitgenössische, historisch korrekte Bezeichnung für Schwerter war Schwert oder das lange Schwert, wobei der Unterschied zwischen „langen“ und „einhändigen“ Schwertern bis Mitte des 15. Jahrhunderts eher in der Art der Schwertführung als der tatsächlichen Klingenlänge bestand.

## Beschreibung

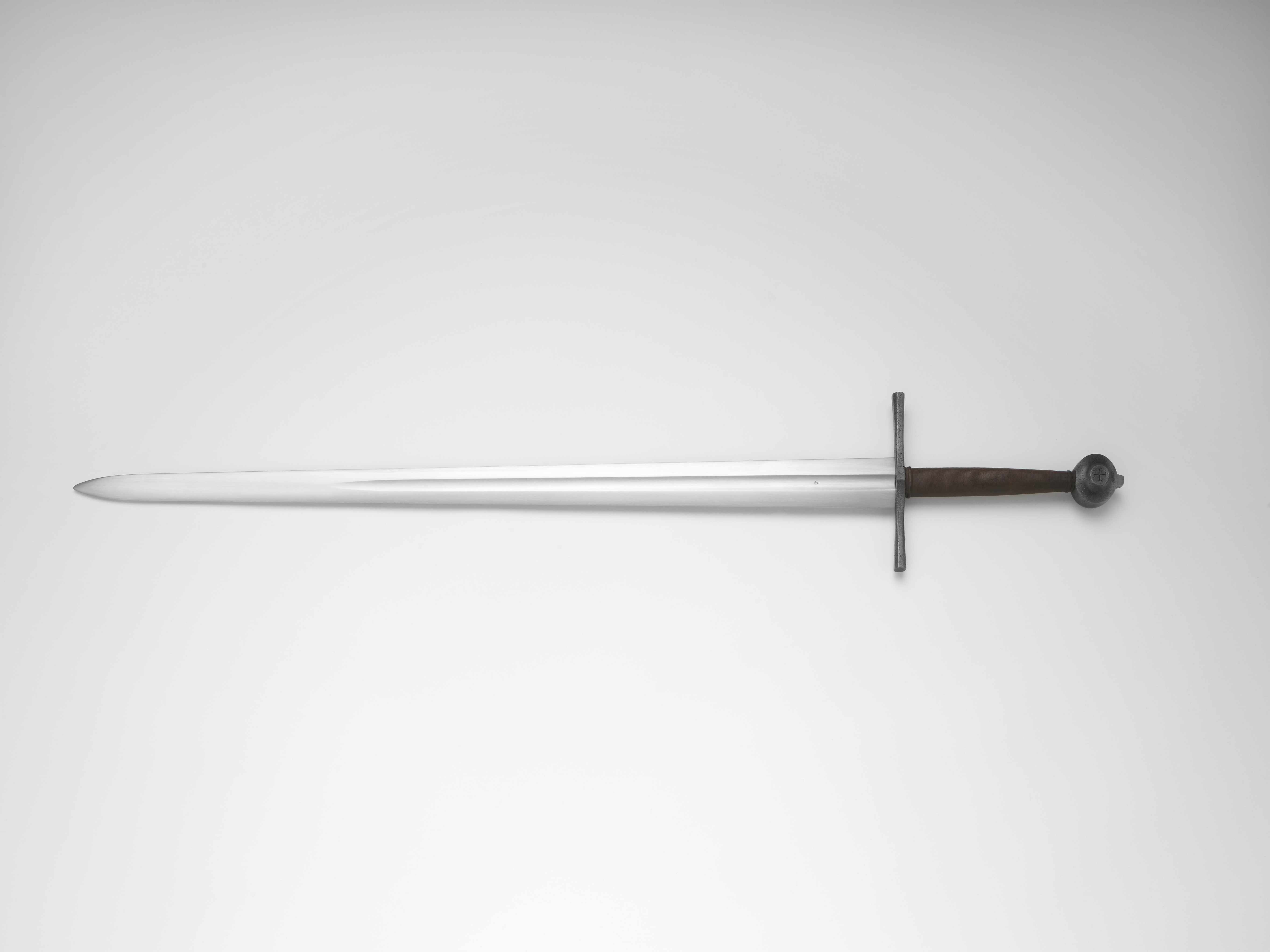
Anderthalbhänder des späten Mittelalters (Typ XIIa)

Anderthalbhänder sind eine Weiterentwicklung des bis dahin üblichen Einhandschwertes. Es entstand zunehmend die Notwendigkeit, ein größeres und somit effektiveres Schwert zu führen, das der verbesserten Rüstungstechnologie des 13. Jahrhunderts gerecht werden konnte. Diese Schwerter erreichten oft eine Klingenlänge von bis zu 90 cm und zeichneten sich durch ein bis zu 30 cm langes Heft aus. Dadurch wurde es möglich, mit der zweiten Hand unterstützend den Knauf, den verlängerten Griff oder die Klinge zu packen. Sie unterscheiden sich deutlich vom Zweihänder, der außer der bis zu zwei Meter langen Klinge noch einen wesentlich längeren Griff besitzt. Diese frühen Anderthalbhänder werden in der zeitgenössischen Literatur meist als „Großschwert“ oder „Kriegsschwert“ (epées de guerre, grete war swords) bezeichnet. Die Klingen dieser Schwertgattung sind zumeist den Typen XIIa und XIIIa (aber auch XV, XVI und XX zu späteren Zeiten) nach der Oakeshott-Klassifikation zugeordnet und unterscheiden sich nur wenig von den bis dahin üblichen Schwertwaffen, auch ist ihre Verwendung primär einhändig. Die Grauzone zwischen Langschwertern und Anderthalbhändern ist jedoch beträchtlich, so dass hier die üblichen Klassifikationen nicht greifen. Die Verlängerung des Griffes könnte mehrere Gründe haben, vor allem jedoch ist sie eine Folge der längeren Klinge.
Ab der Mitte des 14. Jahrhunderts zeichnet sich ein Übergang zu vollwertig zweihändigen Schwertern ab, die zum größten Teil die Typen XV bis XX repräsentieren. Vor allem der Typ XVa ist das erste Schwert, das im Gegensatz zu „Großschwertern“ eine gleichberechtigte Führung mit einer oder zwei Händen erlaubt. Dieser Typ hatte im 14. und 15. Jahrhundert durchgehend Bestand und war laut Fechtbüchern die primäre Fechtwaffe der Liechtenauerschen Schule. Hiermit ist aus historischer Sicht der Begriff Anderthalbhänder nicht identisch mit Langschwert; die zeitgenössische Bezeichnung für die ersten vollwertig zweihändig zu führenden Schwerter (Typen XV–XXa), die aber zugleich einhändige Bedienung erlauben, ist „das lange Schwert“. Ein Anderthalbhänder stellt gemäß der Grifflänge eine grundsätzlich einhändige Schwertart mit einem verlängerten Griff dar, die bei Bedarf mit der zweiten Hand nachgegriffen werden kann. Eine primär zweihändige Führung ist hierbei nicht möglich.

## Geschichte

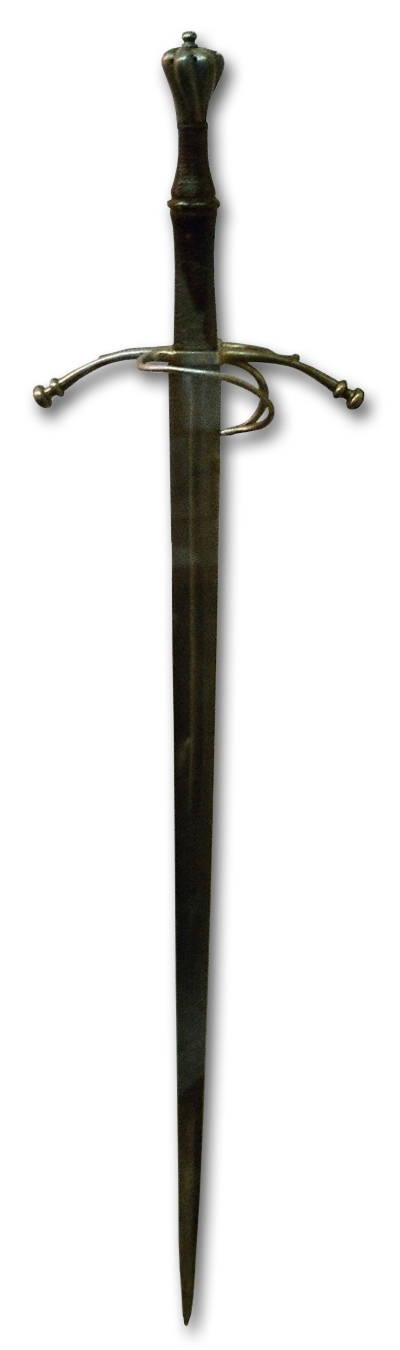
Anderthalbhänder aus dem 16. Jahrhundert

Die Entwicklung der Waffentechnik und Kriegstaktik, beispielsweise die massenhafte Einführung des Langbogens oder der massierte Einsatz von Fußvolk mit Stangenwaffen, führten zu einer Veränderung der Schutzwaffen. Der Schild wurde immer kleiner, und die Rüstung musste umso besseren Schutz bieten. Die Rüstungen, die bis dahin vornehmlich aus Ringgeflecht bestanden, wurden zunehmend mit Platten verstärkt. Damit wurden die bis dahin üblichen Schwerter wirkungsärmer. Um das auszugleichen, wurden auch die Waffen angepasst. Da auf Grund der überragenden Schutzwirkung von Plattenrüstungen im Kampf kein Schild mehr getragen werden musste, konnte man beide Hände für das Führen des Schwerts benutzen (daher auch der längere Griff bei den langen Schwertern), was einen höheren Anspruch an die Verbesserung der Fechtkunst zur Folge hatte.
Die rekonstruierende zeitgenössische Fechtkunst beschäftigt sich hauptsächlich mit dem langen Schwert; es wird dabei stets zweihändig geführt und lediglich für einzelne Techniken eine Hand vom Griff genommen. Allerdings gab es etliche Techniken, bei der das Schwert mit einer Hand am Griff und mit einer an der Klinge geführt wurde, die sogenannte Halbschwerttechnik. Eine noch spätere Entwicklung, um Rüstungen zu brechen, waren spezialisierte Schwerter, die für die oben erwähnte Halbschwerttechnik gedacht waren und darüber hinaus auch zum festen Stich taugten, die sogenannten Bohrschwerter. Diese besaßen zwar stumpfe Klingen, dafür aber extra verstärkte Spitzen und speziell geformte Klingen und wurden auch Estoc genannt.

## Begriffserklärung
Der Anderthalbhänder bezeichnet die Zwischenstufe zwischen dem einhändigen und dem zweihändigen Schwert. Damit erklärt sich auch der Name Bastardschwert, gewissermaßen als Kreuzung oder Bastard zwischen beiden Schwertformen.
Das lange Schwert wird relativ oft mit dem Anderthalbhänder oder Bastardschwert gleichgesetzt, was historisch gesehen nicht zutrifft. Die Langschwerter zwischen 1350 und 1450 unterschieden sich bezüglich der Klingenlänge nur unwesentlich. Erst ab Mitte des 15. Jahrhunderts findet ein deutlicher Zuwachs an Gesamtlänge der „langen“ Schwerter und die Trennung zwischen „Langschwert“ und „Bastardschwert“ statt. Was noch um 1400 als „langes Schwert“ bezeichnet wurde, nahm in der zweiten Hälfte des 15. Jahrhunderts die Stelle zwischen sehr langen „Langschwertern“ und einhändigen Schwertwaffen ein und wurde als ein „Bastard“ bezeichnet.
Die Umdeutung des Begriffes „das lange Schwert“ von der zweihändigen Führung zu tatsächlich langen Schwertern führt besonders heute zu Missverständnissen. Die einhändig geführten Schwerter mit extra verlängertem Griff „zu anderthalb Hand“ existierten vor allem zwischen dem 12. und 14. Jahrhundert. Die langen Schwerter bis Mitte des 15. Jahrhunderts konnten zwar oft einhändig verwendet werden, eine primäre Verwendung als Einhänder ist historisch gesehen nicht gegeben. Ab 1450 bis tief ins 16. Jahrhundert scheinen diese langen Schwerter im Spiegel der Quellen als „Bastardschwert“, um die Trennung zwischen noch längeren Fechtwaffen deutlich zu machen. Heute werden die Begriffe von der Fachwelt so benutzt, dass der „Anderthalbhänder“ und „Langschwert“ eine strikte Trennung erfahren, wobei „Bastardschwert“ als eine Unterform des langen Schwertes betrachtet wird.
In den Quellen wird der Anderthalbhänder in der Regel nicht als „langes Schwert“ oder „Zweihandschwert“ bezeichnet, sondern schlicht als „Schwert“. Der Ursprung des Begriffes „Anderthalbhänder“ scheint in einer italienischen Inventar-Schrift von 1549 (spada da una mano et mezza) sowie im Fechtbuch von Giovani Antonio Lovino zu liegen, die der Epoche gemäß eher Rapiere oder Reiterschwerter zu meinen scheinen. Auch ist die Bezeichnung „Zweihänder“ (spada a due mani) dem deutschen das lange Schwert äquivalent. Hiermit ist der Begriff „Anderthalbhänder“ für die Schwerter des 13.–15. Jahrhunderts historisch nicht nachweisbar.